# Commelina haitiensis
Commelina haitiensis är en himmelsblomsväxtart som beskrevs av Ignatz Urban och Erik Leonard Ekman. Commelina haitiensis ingår i släktet himmelsblommor, och familjen himmelsblomsväxter.
Artens utbredningsområde är Haiti. Inga underarter finns listade.